# Fru Inger til Østråt (film)
Fru Inger til Østråt är en norsk film från 1975, i regi av Sverre Udnæs och med manus av Åse Vikene, efter Henrik Ibsens pjäs Fru Inger till Östråt från 1854. I titelrollen syns Ingerid Vardund, och i övriga stora roller syns Frits Helmuth, Micha Gabay, Lasse Kolstad och Keve Hjelm.

## Handling
Året är 1528. Dramat tar utgångspunkt i den inflytelserika adelskvinnan fru Inger (Vardund) och hennes stöd för upproret mot den svenske kungen Gustav Vasa. Fru Inger är en högättad norsk dam, gift Gyldenløve och tidigare mätress åt Sten Sture den äldre, och handlingen kretsar kring hennes val att gå emot sina landsmän och alliera sig med danskarna för sin oäkta sons skull, vilket hon övertalas till av sin blivande svärson Nils Lykke (Helmuth).

## Rollista
- Ingerid Vardund – Inger Gyldenløve
- Frits Helmuth – Nils Lykke
- Micha Gabay – Nils Stensson
- Lasse Kolstad – Olav Skaktavl
- Keve Hjelm – Jens Bjelke
- Hennika Skjønberg – Eline
- Ulf Palme – Peder Kanzler
- Stein Grieg Halvorsen – Bjørn
- Rolf Søder – Finn
- Berta Hall – Grevinnan Sture
- Hardy Rafn – Fredrik I
- Svein Scharffenberg – Einar Huk
- Nils Ole Oftebro – Hans Breder
- Ulf Håkan Janson – Bonde i Dalarna
- Kerstin Magnusson – Gårdsflicka i Dalarna